# 마시바 마리
마시바 마리(일본어: 真柴 摩利 ましば まり[*], 1959년 11월 21일 ~ )는 일본의 여성 성우. 군마현 출신. 프로덕션 바오밥 소속. 크레용 신짱의 카자마 토오루(철수)와 시로(흰둥이) 역할로 알려져 있다.